# Diane Valkenburg
Diane Maria Valkenburg (Bergschenhoek, 30 de agosto de 1984) es una deportista neerlandesa que compitió en patinaje de velocidad sobre hielo.
Ganó una medalla de plata en el Campeonato Mundial de Patinaje de Velocidad sobre Hielo de 2013 y cuatro medallas en el Campeonato Mundial de Patinaje de Velocidad sobre Hielo en Distancia Individual entre los años 2011 y 2013. Además, obtuvo una medalla de bronce en el Campeonato Europeo de Patinaje de Velocidad sobre Hielo de 2013.

## Palmarés internacional
| Campeonato Mundial                         | Campeonato Mundial        | Campeonato Mundial | Campeonato Mundial      |
| Año                                        | Lugar                     | Medalla            | Prueba                  |
| ------------------------------------------ | ------------------------- | ------------------ | ----------------------- |
| 2013                                       | Hamar (Noruega)           | Medalla de plata   | Clasificación general   |
| Campeonato Mundial en Distancia Individual |                           |                    |                         |
| Año                                        | Lugar                     | Medalla            | Prueba                  |
| 2011                                       | Inzell (Alemania)         | Medalla de plata   | 1500 m                  |
| 2011                                       | Inzell (Alemania)         | Medalla de plata   | Persecución por equipos |
| 2012                                       | Heerenveen (Países Bajos) | Medalla de oro     | Persecución por equipos |
| 2013                                       | Sochi (Rusia)             | Medalla de oro     | Persecución por equipos |
| Campeonato Europeo                         |                           |                    |                         |
| Año                                        | Lugar                     | Medalla            | Prueba                  |
| 2013                                       | Heerenveen (Países Bajos) | Medalla de bronce  | Clasificación general   |